# 九龍
九龍（英語：Kowloon），與香港島及新界同為香港三大地域之一。九龍位於香港境內的地理中心，三面環海，與南面的香港島隔維多利亞港相望。香港十八區中的五區屬於九龍，分別是深水埗區、油尖旺區、九龍城區、黃大仙區、觀塘區。「九龍半島」在中國古籍包括九龍連同新界的地方，但今日一般指九龍在界限街以南的半島部分。
九龍原來只限於界限街以南，但在1937年九龍群山以南成為「新九龍」，劃入市區，通稱九龍。歷年來的填海工程，使九龍的面積不斷擴展，但仍是香港城市規劃之三大主要部份中最小的，截至2010年，九龍的面積約47平方公里，2011年人口普查結果顯示，全港約有30%人口居於九龍。一平方公里有約44860人。

## 歷史
南宋以前，史書關於九龍的記載甚少，不過，從深水埗區李鄭屋漢墓和旺角通菜街出土的晉代陶器，證明最晚在漢代時期九龍已有人居住，並且受到中原文化的影響。秦朝平定百越之時，今天的九龍被納入爲番禺縣管轄。由晉朝至明朝期間，今天的九龍之地曾屬寶安縣、東官郡、廣州府等行政區管轄。至明朝，寶安縣改名爲新安縣，並屬之管轄，直至清朝與英國簽訂《北京條約》，九龍（不包括新九龍）才屬於英屬香港。另相傳中國宋朝末年，1276年6月14日即位的皇帝宋端宗趙昰被元朝軍隊相逼南逃避難，流亡逃至官富場，即今日的九龍城一帶，後人在海岸旁的一塊大石刻上「宋王臺」三個字以作紀念，即現存宋王臺花園。

### 割讓九龍半島

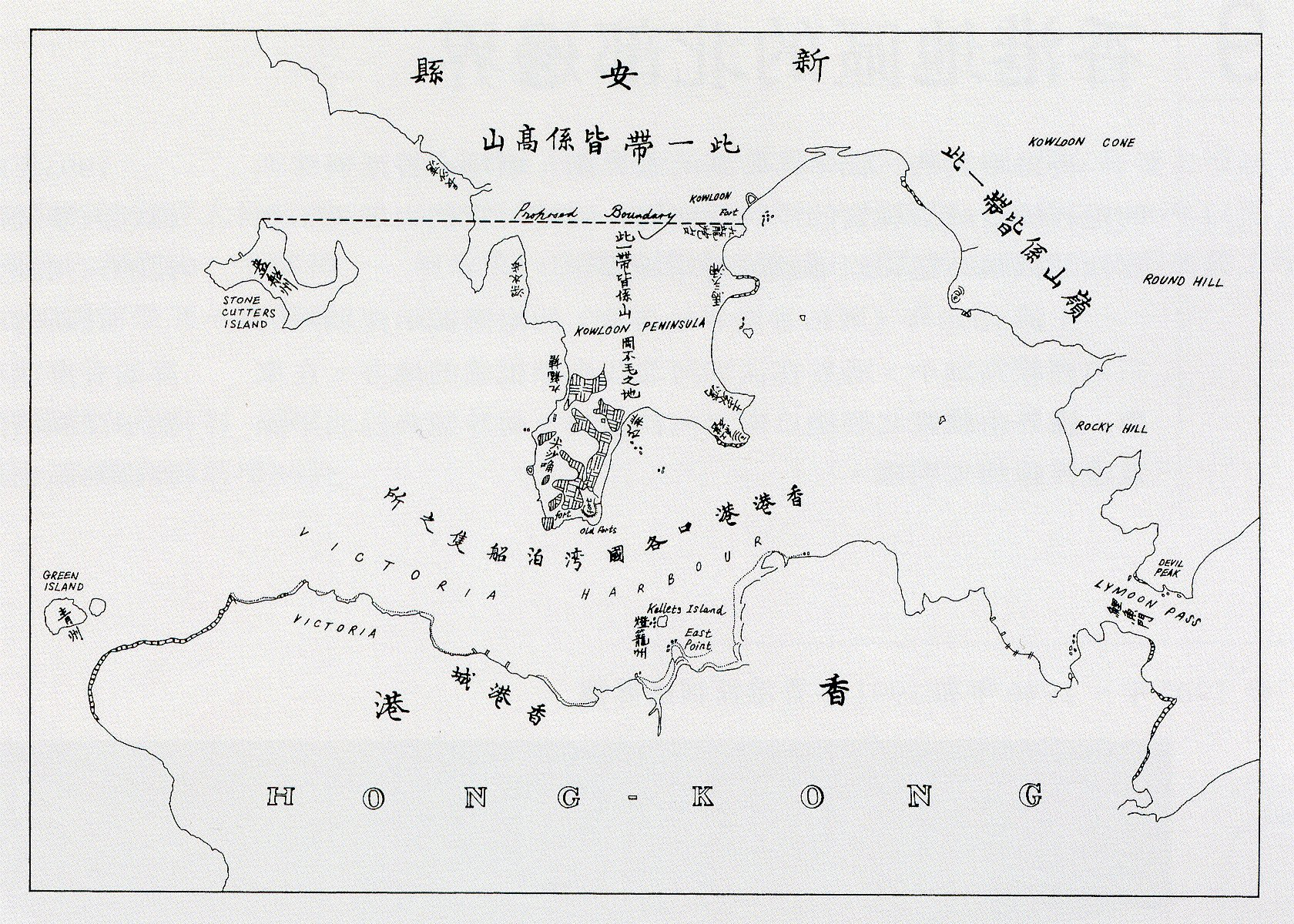
1860年《北京條約》中國割讓予英國的九龍半島部份

第二次鴉片戰爭之役，清朝再敗給英法聯軍，於1860年簽下《北京條約》，把九龍半島南部連同鄰近的昂船洲一同割讓給英國。當時在九龍半島上的新邊界只用低矮的鐵絲網分隔，後使用竹制與木圍欄，位置就在今天的界限街，這便是界限街的英文名稱的由來。1898年，英國通過與清廷簽訂《中英展拓香港界址專條》及其他一系列租借條約，租借九龍半島北部、新界和鄰近的兩百多個離島，但九龍寨城除外，租期99年。自英國於1860年取得九龍半島後到1898租借九龍半島北部和新界，這30多年沒有重點開發九龍，因為九龍半島的控制權在軍部，軍部主要保留九龍半島作為軍事用途保護港島。軍部與英商一直爭議九龍半島的用途，直到1898年《展拓香港界址專條》簽訂後，九龍半島的用途才改為商業與旅遊，而開始大力發展。

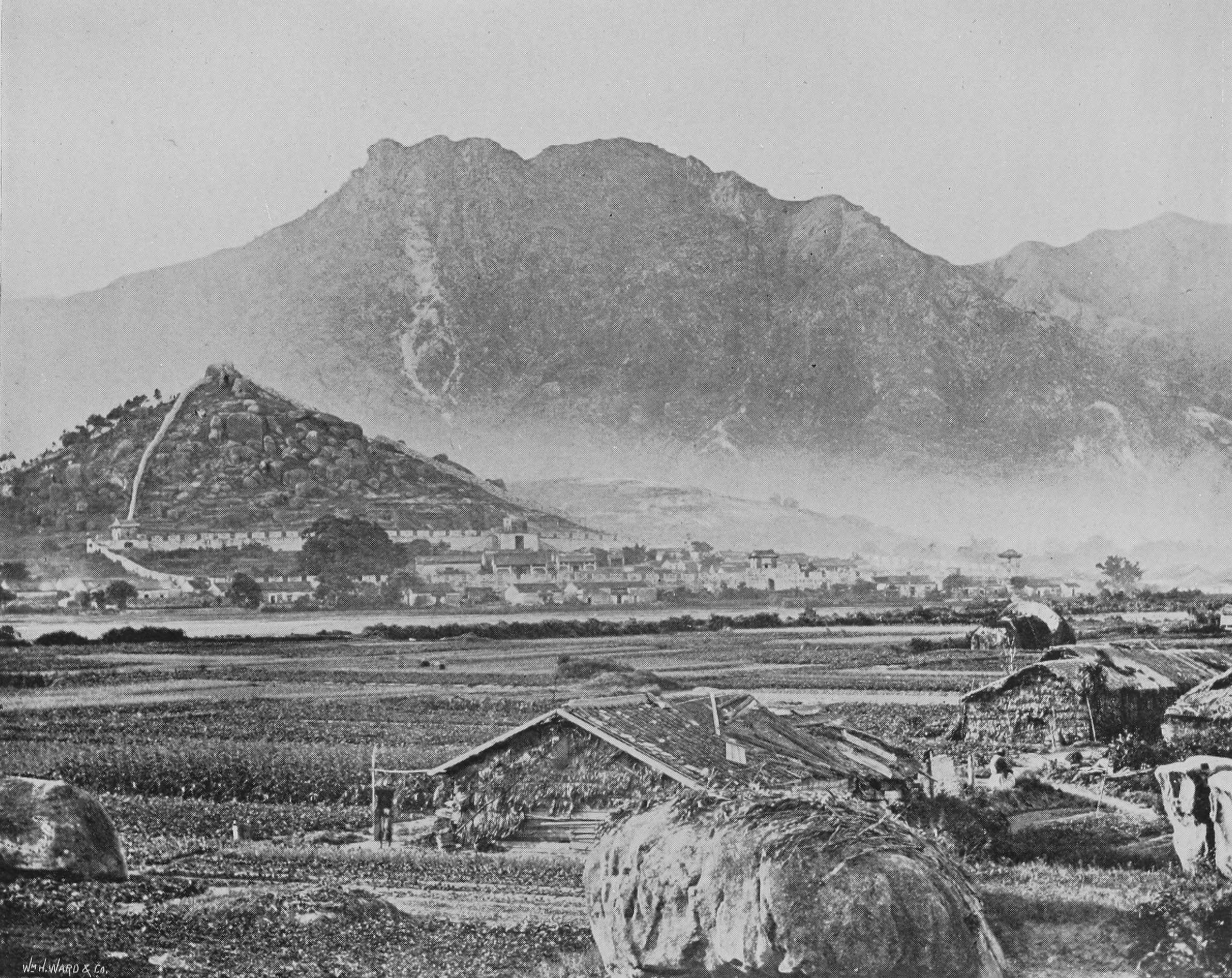
1868年左右的九龙

#### 發展九龍半島
1904年，彌敦爵士出任香港總督，他大力拓展九龍半島，如擴闊主要大道，包括後來因他而更名的彌敦道，當時九龍半島的人流仍然稀少，被不少人指為蠢事，但時間證明了並非如是，現時彌敦道一帶是九龍區最人煙稠密的地區。1905年9月，香港立法局通過興建九廣鐵路的計劃，到1910年正式通車。

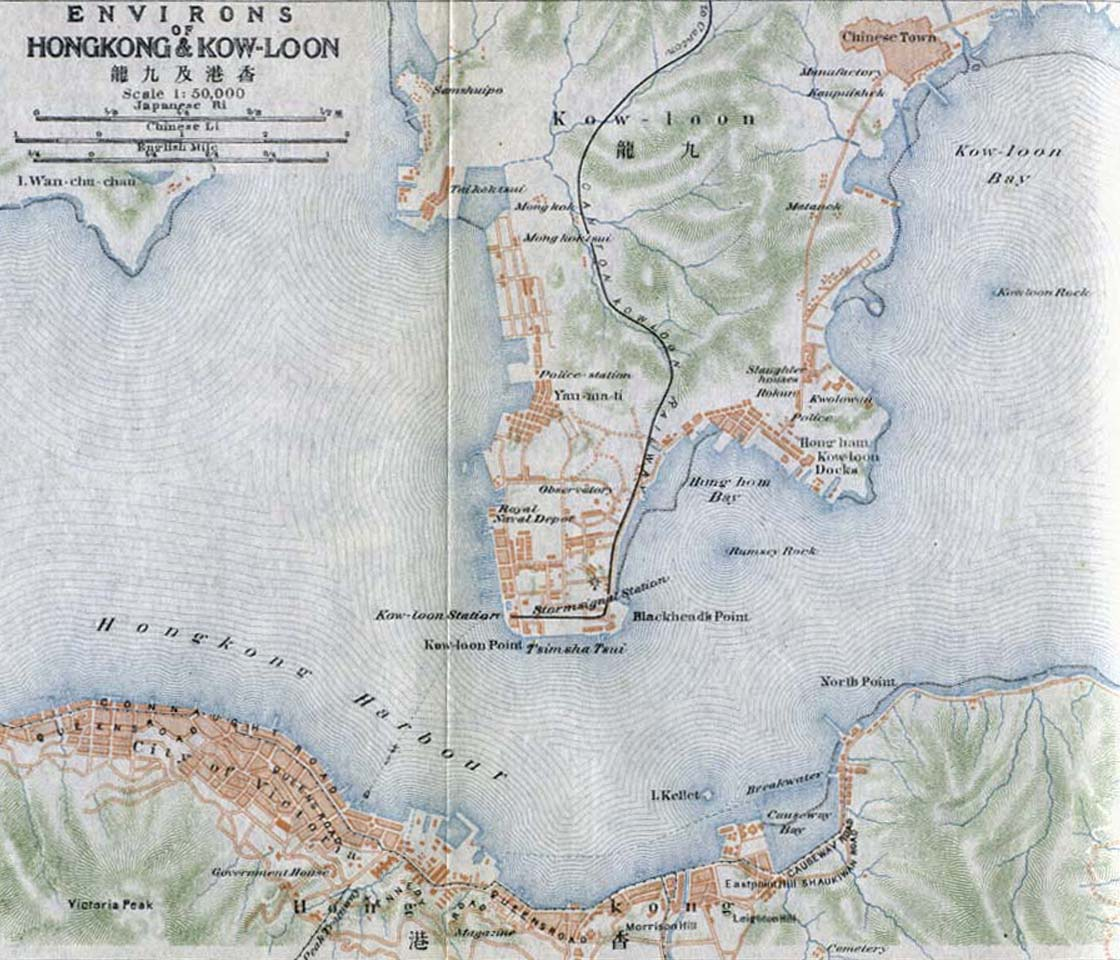
1915年的九龍

#### 新九龍
1937年，政府開始將界限街以北及九龍群山以南的新界劃作新九龍。1984年，中英談判使香港這個歷史遺留問題得以解決，「新九龍」這種劃分已經不再有意義，所以現時兩地都一併稱為「九龍」。但位於新九龍的物業跟新界物業一樣，須向香港政府繳交地租，而界限街以南的九龍的物業則只需繳交極低的象徵式地稅。但根據香港法例第1章釋義及通則條例附表5，新界的定義仍包括新九龍，地域區分有別於實際應用。

#### 居民職業
根據1841年5月《轅門報》（即後來的《香港政府憲報》）所載，香港島上居民可分為三大類，即漁民、農民和打石工人。與港島一水之隔的九龍半島，此三大分類自然亦無分別，一體並存。兩者稍有不同的，是港島的城市化步伐較快，起步較早，而九龍的則起步較晚，要到1920年代之後才稍具規模。

### 地名由來
相傳九龍地名由來最常見的解釋是九龍北部的八條山脈亦即為龍脈（鴉巢山、筆架山、獅子山、雞胸山、慈雲山、大老山、東山、飛鵝山），加上皇帝自己（宋帝昺），便是九條龍脈；另一說法是九只是代表多的意思。

## 地理及行政區劃分

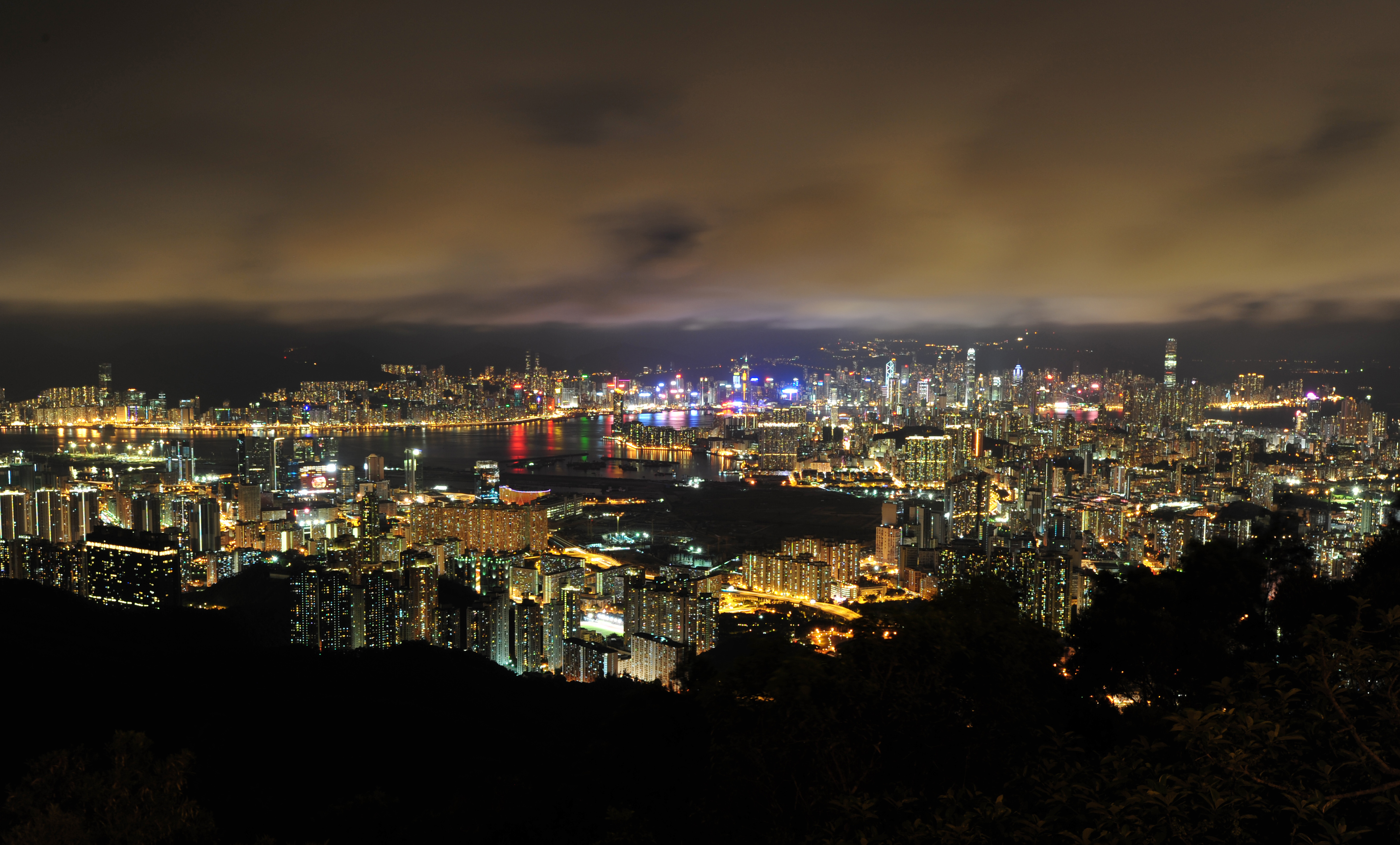
九龍九龍灣至旺角的夜景，遠方是香港島（2011年6月）

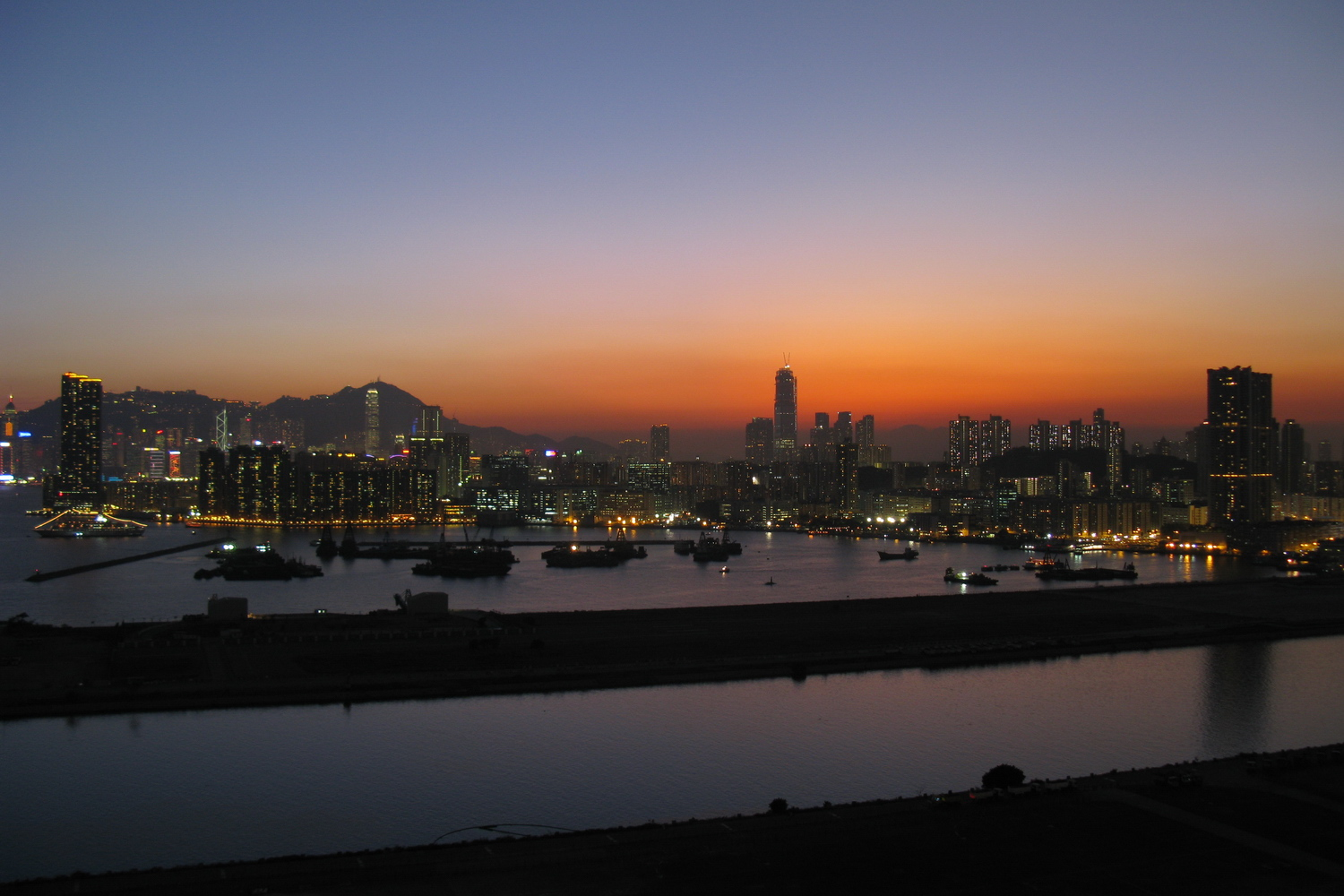
九龍黃埔至土瓜灣的霞色（2008年12月）

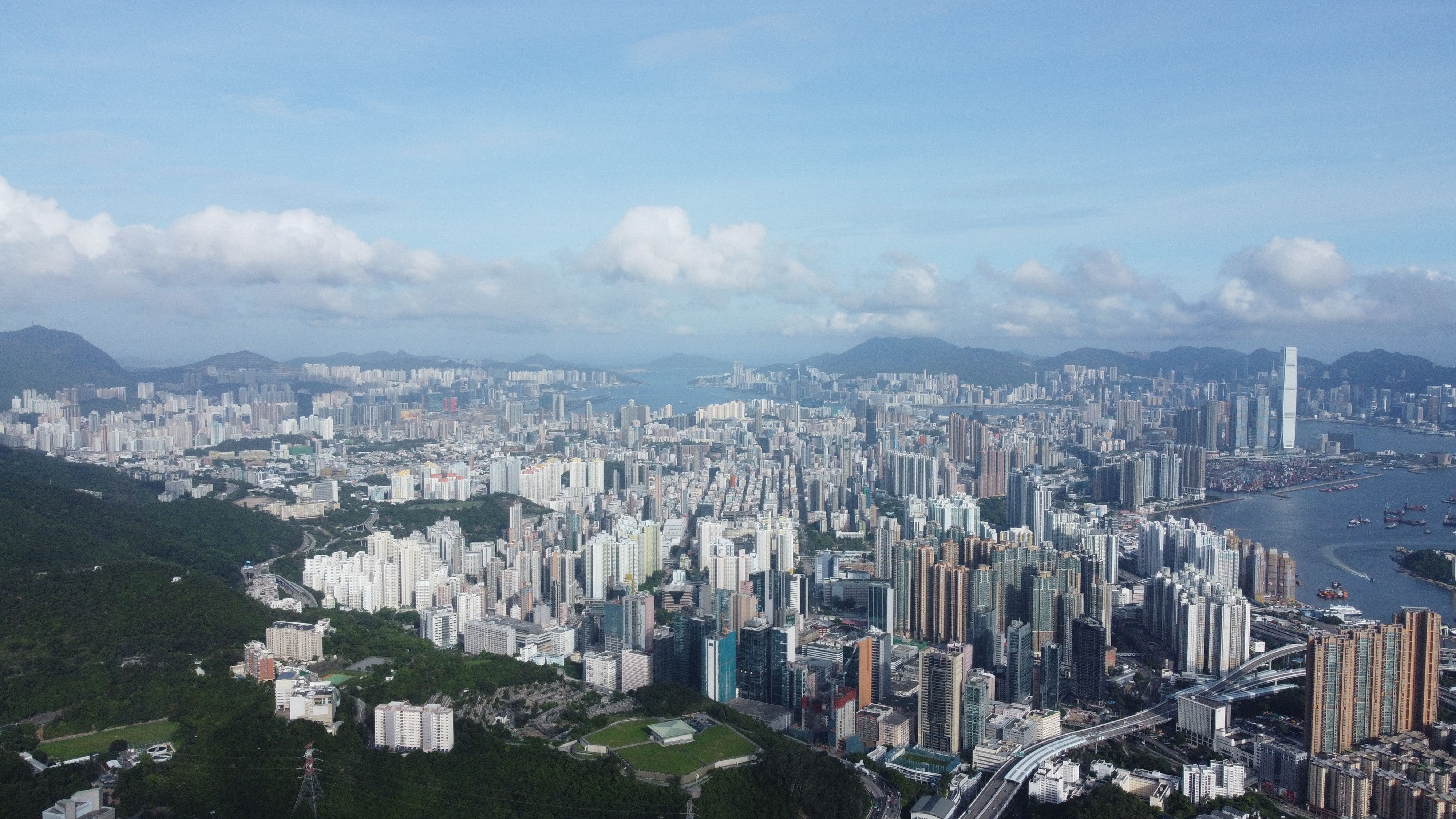
從華景山莊上空航拍九龍（2022年7月）

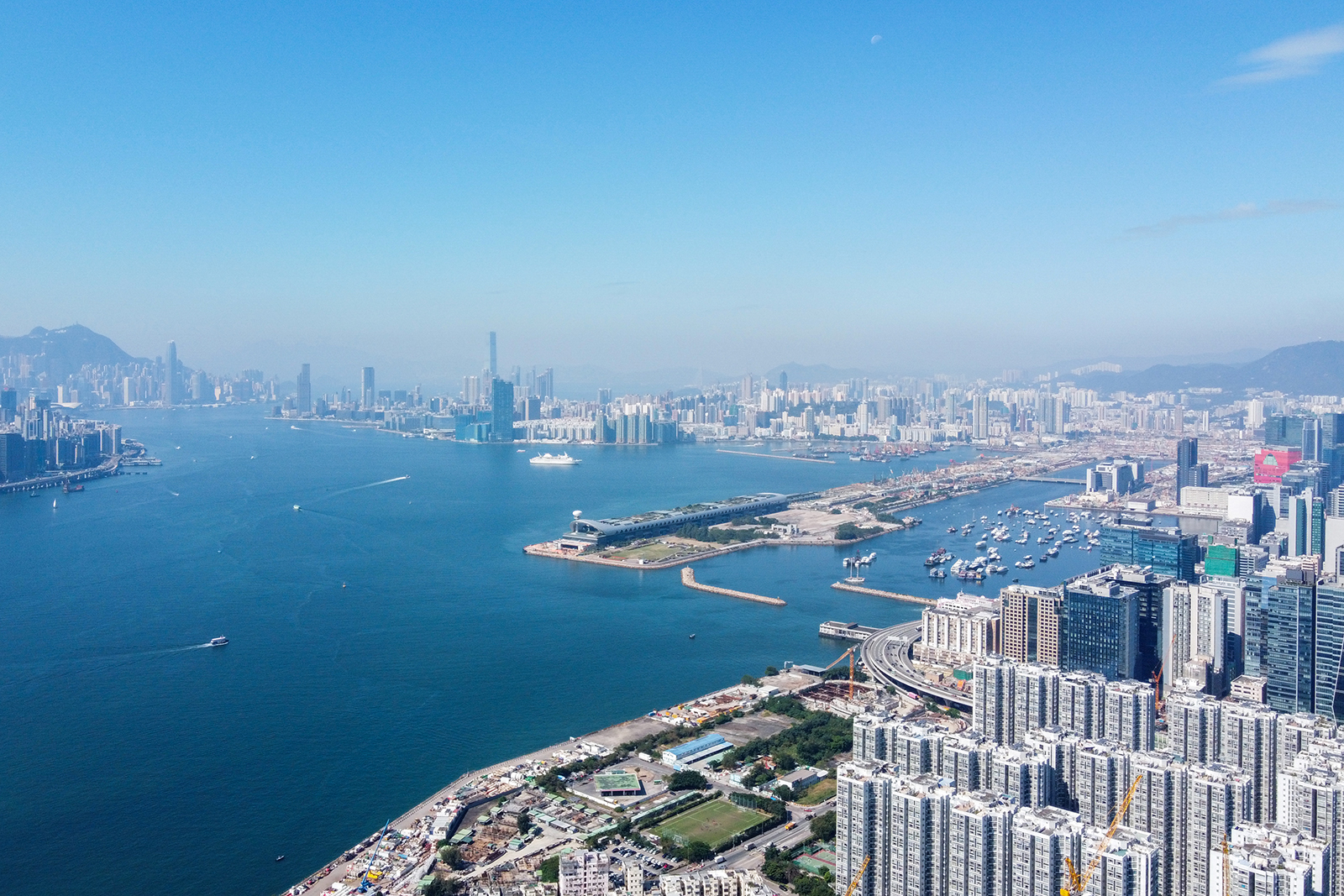
九龍半島尖沙咀東至茶果嶺一帶，圖中水域為維多利亞港（2020年11月）

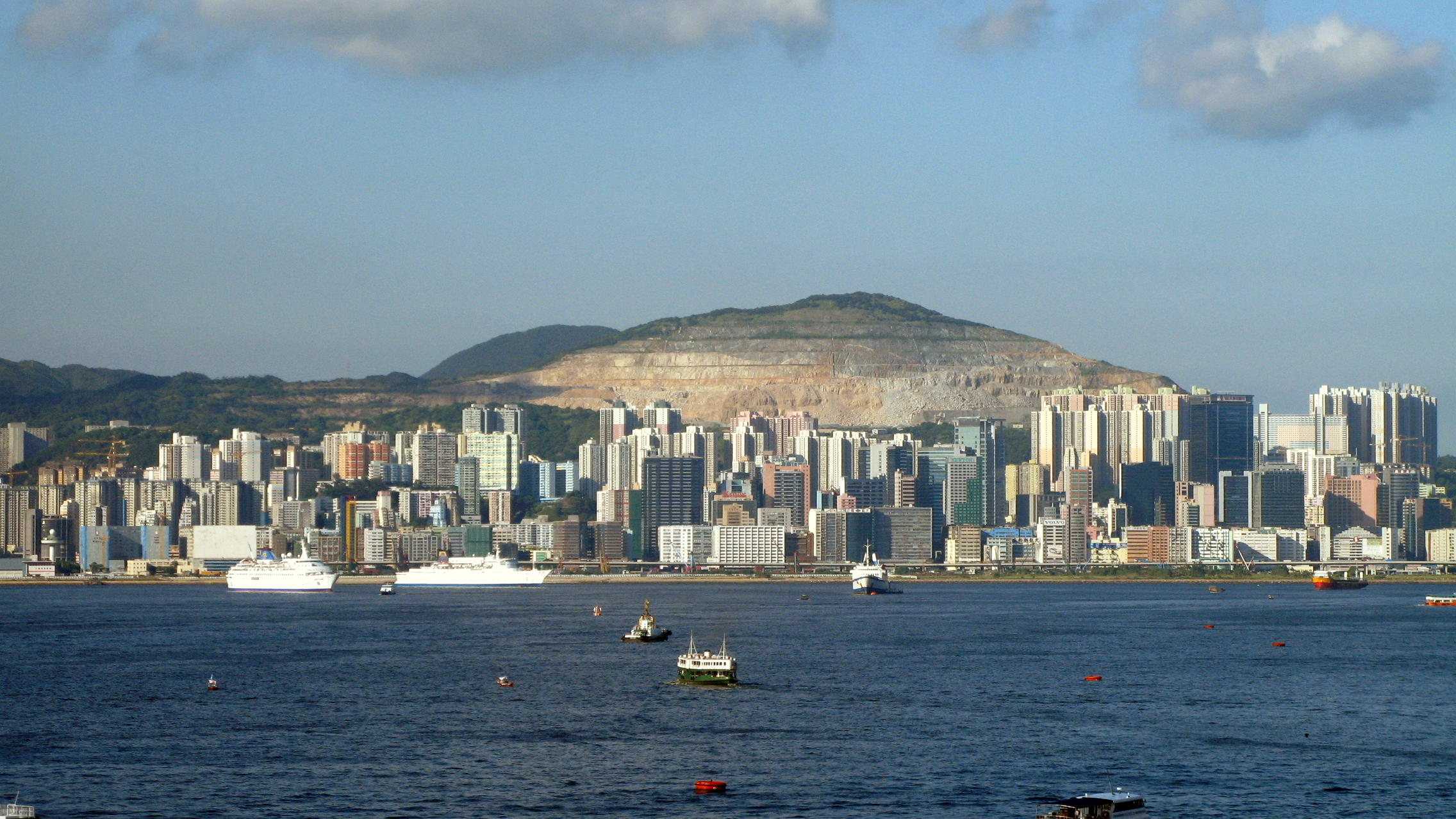
東九龍九龍灣至觀塘一帶

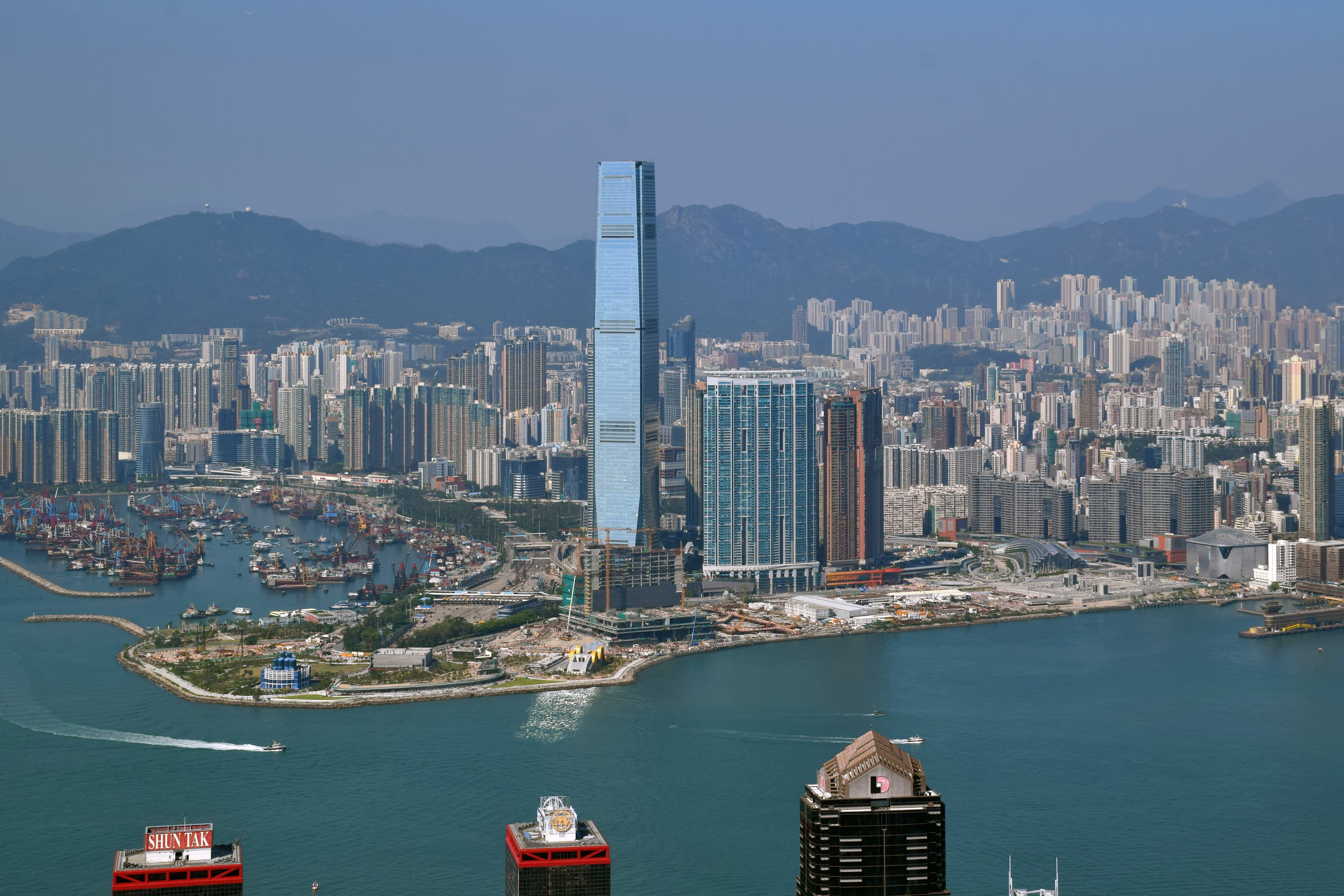
西九龍一帶

根據香港地政總署測繪處於2020年10月文件顯示，九龍總面積為46.95平方公里。轄下共有5個分區，每區均有其各自的區議會：
- 九龍城區：包括九龍城、九龍塘、何文田、土瓜灣、馬頭圍、紅磡、啟德等地方。
- 觀塘區：包括觀塘、牛頭角、佐敦谷、九龍灣、四順、秀茂坪、藍田、茶果嶺、鯉魚門、油塘等地方。
- 深水埗區：包括深水埗、長沙灣、荔枝角、石硤尾、又一村、昂船洲等地方。
- 黃大仙區：包括黃大仙、鑽石山、慈雲山、樂富、橫頭磡、牛池灣、新蒲崗等地方。
- 油尖旺區：包括油麻地、尖沙咀、旺角、佐敦、大角咀等地方。

1968年5月起，九龍、新九龍與香港島一起重新分為十區。過去是先有九龍後有分區，但現在已經反過來，「九龍」是指以上五個區的總和。而隨着區議會區界修訂，九龍之範圍亦有變更。
1995年香港立法局選舉中曾使用九龍中、九龍東、九龍南、九龍西、九龍東北、九龍西北和九龍西南等劃分。
1998年至2020年間，香港立法會選舉選區在九龍有2個：
- 九龍東：包括黃大仙區及觀塘區
- 九龍西：包括油尖旺區、深水埗區及九龍城區

選舉選區的議席數目根據人口而決定，個別選區的議席數目會因人口增減而或有更改。

## 人口
根據2011年香港人口普查，九龍的總人口為2,108,419人，佔全港人口29.82%。
2001年時，九龍的人口總數有2,023,979人，佔全港30.2%。而歷史記載，1860年九龍人口不足1千人。

## 衛星城市
原屬新九龍的觀塘區一帶由於距離九龍半島較遠，過去曾和荃灣一起發展為衛星城市。

## 填海工程
九龍的大部份土地是由填海所得，包括早期的啟德機場等，而近年的西九龍填海計劃是歷來在市區進行的最大規模填海工程，它把九龍半島的面積擴展了三分之一，並將海岸線向海港伸展，延展最多的部分達一公里闊，佐敦道碼頭、大角咀碼頭更因填海而消失，而來往佐敦道的航線亦取消。昂船洲原本是和九龍半島分開的，在西九龍填海工程中，昂船洲正式和九龍半島連接，截至2010年，九龍半島的總面積擴展至約47平方公里，比毗鄰的城市澳門面積約30平方公里大出約63%。

## 名稱誤用
雖然官方對九龍的定義僅限於九龍城區、觀塘區、深水埗區、黃大仙區及油尖旺區五區，由於九龍位於整個香港的中心、佔有地利以及其谐音“久龙”带有吉利等因素，因此有商家喜將之以外的地方亦稱位於九龍，如連接九龍地區的新界地域，尤其新界東的將軍澳及新界西的葵涌等地。
較早期的例子包括無綫電視昔日的總部電視城以及香港科技大學，同樣位於新界西貢區，但地址均使用「九龍清水灣」，无线电视更在视像广播的抽奖广告大肆宣扬地址位于九龙区；另外合和集團位於新界荃灣的酒店，過往曾一度名為「九龍悅來酒店」；甚至遠至新界屯門的香港黃金海岸，地址被稱為「九龍青山灣青山公路1號」。即使無綫電視在2003年將總部遷至位於將軍澳工業邨的電視廣播城，其官方地址仍使用「九龍將軍澳工業邨駿才街七十七號」。
2006年，長實集團位於新界葵涌的樓盤雍雅軒，由於在電視廣告宣傳其處於九龍區，因而被廣播事務管理局發出勸喻，指廣告誤導。於2008年落成、同樣位於葵涌的新鴻基地產商廈項目，卻被命名為九龍貿易中心，更以「九龍西商業新據點」自居。
2009年，位於新界西貢區將軍澳寶林的大型商場新都城在宣傳板上以「東九龍最大購物中心」自居，由於寶琳實際上是位於新界西貢區將軍澳北，因此遭到真正為東九龍區最大的購物商場——位於九龍灣的MegaBox去信表示不滿，後來新都城刪去有關字眼，事件不了了之。
2011年，將軍澳市中心天晉旁的酒店項目命名香港九龍東皇冠假日酒店及香港九龍東智選假日酒店，它們均位於新界西貢區將軍澳，不過以九龍東命名。
2015年，卓能集團位於新界荃灣油柑頭的樓盤命名壹號九龍山頂，但荃灣屬新界，非九龍。

## 未來發展
中九龍幹線

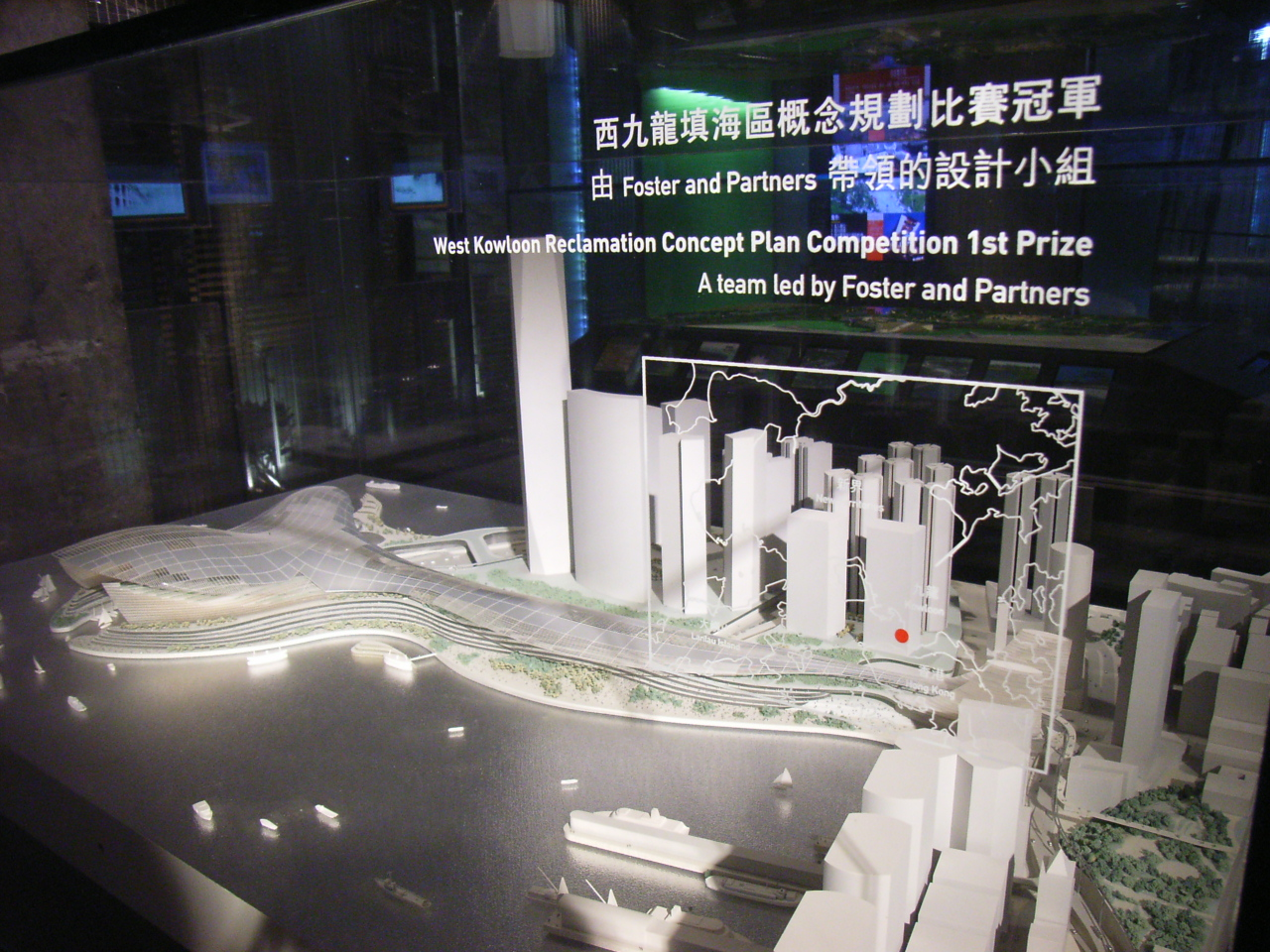
西九龍文娛藝術區概念規劃比賽作品模型

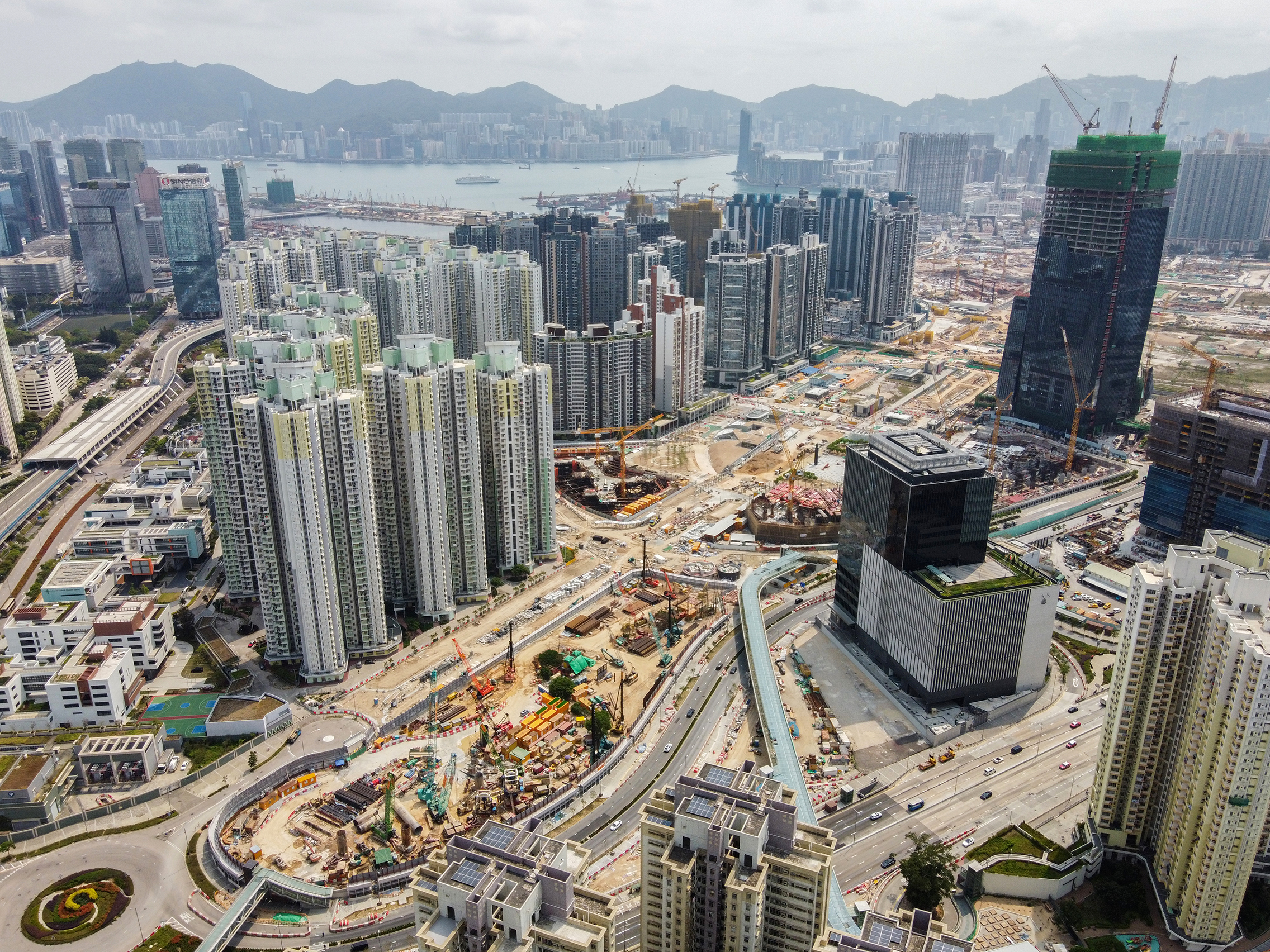
啟德發展計劃一帶部分住宅已經落成，而商業項目正興建中，包括右方由南豐發展興建的AIRSIDE

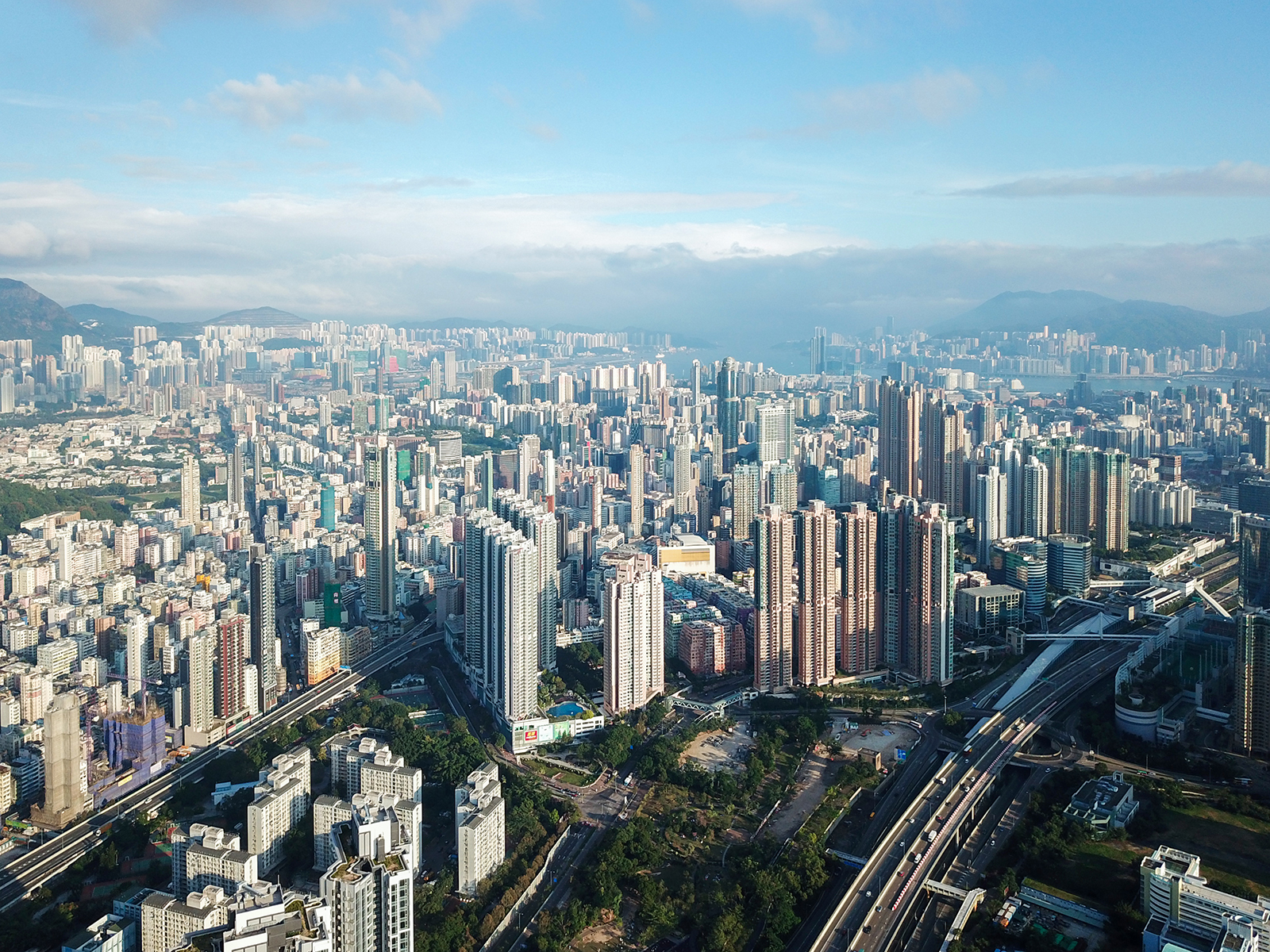
高樓大廈林立的九龍西

中九龍幹線是6號幹線的一部份，貫通油麻地、京士柏、十二號山、採石山、馬頭圍、馬頭角、啟德至九龍灣，全線均為三線雙程分隔公路，全長4.7公里，包括長3.9公里的隧道路道，預計於2026年竣工。
西九文化區
西九文化區為集結了一系列世界級文化、藝術、潮流、消費及大眾娛樂為一體的綜合文化主要場地，核心設施包括劇院、博物館、演藝場館、劇場及廣場等，旨意提高香港文化的水平及世界地位。2012年3月，城市規劃委員會公布發展圖則草圖，於2013年起分階段展開工程，預計第一階段建設於2020年或者以前竣工，第二階段建設於2030年或者以前竣工。
啟德發展計劃
《啟德發展計劃》是基於香港國際機場由九龍城搬遷至大嶼山赤鱲角後，香港政府在啟德機場舊址進行的大型市區發展計劃，包括興建啟德體育園區、都會公園、郵輪碼頭、酒店、住宅、商業及娛樂等核心建築項目，總規劃面積達328公頃。首階段項目將會於2013年或以前陸續地落成、次階段項目將會於2016年或以前陸續地落成，終階段項目將會於2021年或以前陸續地落成，即預計於2021年全面竣工。
舊區重建
《油旺重建計劃》市建局在油旺研究報告中，提出幾大主要區域作為重點重建區域，包括水渠道城市水道、亞皆老街商貿／聯繫樞紐、旺角街市更新活化、油麻地果欄建築群保育、油麻地南「西九龍門戶」綜合發展等。私人財團積極收購該區舊樓重建

## 九龍區法定古蹟
- 九龍寨城南門遺蹟
- 前九龍寨城衙門
- 瑪利諾修院學校
- 李鄭屋漢墓
- 尖沙咀前水警總部
- 前九龍英童學校
- 前九廣鐵路鐘樓
- 香港天文台總部
- 東華三院文物館